# Jerry (The Walking Dead)
Jerry es un personaje de ficción de la serie de televisión de AMC horror drama The Walking Dead, quien apareció por primera vez en la séptima temporada como un personaje recurrente. El personaje fue creado para la serie de televisión por Scott Gimple y es interpretado por Cooper Andrews. Jerry es un ex residente del Reino, donde se desempeñó como mayordomo, guardaespaldas y asesor del Rey Ezekiel. Después de la guerra contra Negan y los Salvadores, se casó con Nabila y varios años después de la presunta muerte de Rick Grimes, concibieron tres hijos. Al igual que Daryl Dixon, Simon y Sasha Williams, Jerry es un personaje original que no tiene una contraparte en el serie de cómics del mismo nombre.

## Apariciones

### Temporada 7
Jerry apareció por primera vez en el episodio "The Well", donde fue visto en el auditorio con el Rey Ezekiel y Shiva. Jerry también acompaña a Ezekiel y a los demás mientras reúnen cerdos salvajes en la ciudad para dárselos a los Salvadores.
En "Rock in the Road", Jerry apareció junto al Rey Ezekiel cuando se negaba a un acuerdo con Rick Grimes sobre la rebelión contra los Salvadores. En "New Best Friends", durante una ofrenda por los Salvadores, las cosas se pusieron tensas cuando Richard y Jared, un Salvador hostil, comenzaron a discutir. Debido a esto, Jerry y los demás apuntan sus armas hacia los Salvadores, aunque los líderes de ambos grupos detuvieron la confrontación. Antes de regresar a su comunidad, el grupo visitó a Carol en su nuevo hogar y Jerry se tomó el tiempo para darle un pastel de frutas.
En "Bury Me Here", una semana después de su reunión, el mismo equipo se aventuró a dar nuevamente a los Salvadores una ofrenda de doce melones, pero antes de la reunión habían cruzado varios obstáculos extraños que les impedían pasar y llegar al lugar de punto de reunión. Cuando el grupo llegó a la reunión, los Salvadores se sorprendieron de que faltara uno de los melones en la caja, Gavin le ordena a Jared que ejecute a un miembro de su grupo como castigo. Jerry fue testigo de cómo Benjamin fue herido en la pierna por Jared y en un acto de desesperación por ayudar al niño, terminó muriendo de pérdida de sangre. Al encontrar el último melón perdido, Jerry y el grupo se reunieron nuevamente con los Salvadores para entregar lo que faltaba y con horror vio que la causa de la muerte de Benjamin era Richard, quien fue asesinado por Morgan con sus propias manos.
En "The First Day of the Rest of Your Life", Jerry se prepara con Carol, Morgan y el Rey Ezekiel para ayudar a Rick en la guerra contra los Salvadores y salvar a Carl de una muerte segura a manos de Negan con la ayuda de Shiva junto con Hilltop. Los salvadores se vieron obligados a retirarse de regreso al santuario.

### Temporada 8
En "Mercy", Jerry se encuentra entre la milicia para escuchar los discursos de los líderes antes de atacar el Santuario. Jerry va con Ezequiel para atacar a un puesto avanzado de los Salvadores. Al ver a un Salvador durante la vigilancia en la puerta, el grupo comenzó a dispararle, inmediatamente después, sin embargo, el Salvador sobrevivió y logró escapar arrojándoles una granada creando una cortina de humo.
En "The Damned", Jerry aparece con la milicia del Reino cuando Ezekiel y Carol luchan contra los caminantes en una cortina de humo. Jerry los mata con su hacha y logran encontrar al salvador que escapó del puesto de observación con la ayuda de Shiva y los soldados del Reino lograron con éxito la misión de eliminar gran parte del próximo puesto de avanzada que atacaron. En "Monsters", Jerry y sus compañeros del Reino mataron con éxito a los salvadores fuera del puesto avanzada de Gavin. Sin embargo, Ezekiel se da cuenta de que hay una ametralladora apuntando al grupo y ordena que todos corran, incluido Jerry quien logra salvarse con éxito.
En "Some Guy", después de una gran baja de varios soldados del Reino, Ezekiel es herido y es tomado como rehén por un salvador llamado Gunther. Cuando decidió ejecutarlo, aparece Jerry y lo corta a la mitad con el hacha. Los dos trataron de escapar de una manada de caminantes, pero lograron escapar con la ayuda de Carol. Sin embargo, no es fácil tener un Ezekiel herido, cuando los caminantes los abrumaron, Shiva aparece y se sacrifica para que su dueño, Carol y Jerry puedan escapar.
En "The King, the Widow and Rick" Jerry es visto mirando el lugar donde se esconde Ezekiel, Carol le pide que la deje ver pero Jerry se niega a dejarla entrar porque Ezekiel no quiere hablar con nadie, más tarde Carol le pide a Jerry nuevamente que hable con Ezekiel y con una escopeta señala la puerta y Jerry le dice que no es necesario porque las puertas están abiertas. En "How It's Gotta Be", después de salvar a Rick de ser asesinado por los salvadores al inspeccionar los restos del santuario, Jerry se separa del grupo de regreso al Reino y ayuda a sus amigos en una posible batalla pero en él fue emboscado y capturado por Simon y su grupo de salvadores que lo golpearon hasta que resultó gravemente herido. Además, después de que los Salvadores interceptaron el viaje de Maggie y su grupo al Santuario, aclarando que uno de ellos debía ser asesinado como castigo por los ataques que habían realizado, Gary estaba a punto de ejecutar a Jerry, pero Simon le ordenó que no lo hiciera y en cambio, acabó con la vida de uno de los soldados de Maggie. En "Dead or Alive Or", Jerry ayudó enérgicamente a preparar el lugar para un ataque inminente por parte de los Salvadores y acompañó a Maggie a la prisión improvisada donde todos los salvadores cautivos debían dejar en claro que iban a disminuir su ración de comida, debido a que todas las personas que ahora se refugiaron en la comunidad, pero más tarde ella decidió con un cambio de opinión en el que los salvadores se irían por unos minutos al día en parejas y bajo la estrecha supervisión de los guardias. En "The Key", Jerry se reunió con Maggie dentro de la mansión para informarle sobre los puestos de vigilancia ubicados alrededor de la comunidad que recibieron la orden de notificar cuando los Salvadores se acercaban al lugar para que Todos están listos para responder al inminente ataque. En "Do Not Send Us Astray", Jerry se encuentra con el grupo en la colonia Hilltop y se prepara para ante un ataque salvador en la parte superior del muro con varios soldados, cuando los Salvadores atacan Hilltop, él y los demás disparan a ellos y dando el tiempo necesario para que los salvadores se retiren y al día siguiente Jerry ayuda a enterrar a los muertos durante el asalto del Salvador y sobrevivió al brote caminante causado por las armas contaminadas. Más tarde, se dieron cuenta de que Henry había desaparecido. En "Still Gotta Mean Something", Jerry todavía está en la colonia Hilltop protegiendo con Kal cuando ven regresar a Carol y Henry. Mientras Kal y los otros guardias distraían a los caminantes afuera, felices de ver que Henry todavía estaba vivo, Jerry fue a anunciar al Rey Ezekiel sobre su llegada, quien se calmó de que Henry no había muerto como todos especulaban.
En "Wrath", Jerry se va junto con la milicia dirigida por Rick hasta el punto en que el grupo y los salvadores tendrán la batalla final, después de que la mayoría de los salvadores fueron eliminados debido a la balas explosivas causadas por Eugene, Jerry y los demás luchan contra los salvadores hasta que se rinden. Jerry fue testigo de cómo Negan fue derrotado y capturado. Rick da un discurso al grupo y a los salvadores, declarando la paz entre todas las comunidades. Más tarde, Jerry regresa a su hogar en el Reino.

### Temporada 9
En "A New Beginning", ha trascurrido un año y medio después del final de la guerra, Jerry y Nabila comenzaron una relación romántica. En el camino a Washington D. C., Jerry es visto patrullando y vigilando el perímetro de las rutas. Cuando Rick y su grupo llegaron al Santuario para entregar los materiales a los Salvadores, descubrieron un mensaje en la pared que destacaba que algunos todavía estaban con Negan, Jerry le aseguró a Daryl que desconoce a la persona que lo había hecho y después de la visita, acompañó a Ezekiel en su viaje al Reino, prometiéndole a Carol que lo cuidaría durante su ausencia. En "The Bridge", Jerry fue una de las personas que sirvió en la construcción del puente que permitiría el comercio entre todas las comunidades y se instaló temporalmente en el pequeño campamento que habían establecido como base de operaciones con su amoroso interés. Cuando una manada de caminantes se acercó a la zona de construcción poniendo en riesgo la vida de todos, Jerry fue uno de los responsables de activar las alarmas para desviar a los caminantes del grupo. En "Warning Signs", Jerry observa al grupo mientras los Salvadores comienzan a culpar a Daryl y Anne por ser los asesinos de Justin, un miembro de su grupo. Agarran hachas para tomar represalias, pero Rick lo detuvo con su arma advirtiendo a todos que retrocedieran. Más tarde, Jerry está presente cuando Rick y le pide a su grupo que busque a Arat antes de que los Salvadores se enteren y se vayan, retrasando la construcción del puente. Jerry pregunta y le dice qué tipo de castigo recibirán los responsables de los salvadores desaparecidos, lo que hace que Rick y Maggie discutan. En "The Obliged", Jerry llega al campamento para alertar a Rick de que Maggie se embarca en un viaje a Alexandría, más tarde, cuando Jed y varios Salvadores regresan para exigir armas para tomar represalias contra Oceanside, Jerry sale de su tienda con una pistola en la mano. Sin embargo, después de que Carol sometió a Jed por sorpresa, aparecen más salvadores y provoca un tiroteo. En "What Comes After", Jerry fue una de las pocas personas que logró sobrevivir al tiroteo y luego, junto con el resto de su grupo, fue testigo de cómo explotó un Rick herido El puente en construcción para detener el avance de una gran manada de caminantes y lo vio morir aparentemente en la explosión. En "Who Are You Now?", Seis años después de la muerte de Rick, Jerry se casó con Nabila y concibió 3 hijos. Cuando el agua y las tuberías de luz en el Reino empeoraban, Jerry comenzó a repararlas y, mientras hablaba con Carol, bromeó como la reina de la comunidad y la madre de un príncipe. Sin embargo, su agradable conversación fue interrumpida por la repentina explosión de una de las tuberías de agua, y Jerry junto al rey y Carol corrieron a ver qué había sucedido y observaron con deleite cómo Henry se había adelantado para reparar el daño causado.
En "Bounty", después de los preparativos para la feria, Jerry acompañó a Ezekiel y un grupo de soldados del Reino que salieron a buscar más suministros para ofrecerlo al evento y entraron en un teatro abandonado, para conseguir una bombilla para reparar el viejo proyector de películas. En el proceso, Jerry logró encontrar la pieza que necesitaban en compañía de Dianne, pero accidentalmente la dejó caer en una habitación infestada de caminantes y junto con sus compañeros se arriesgaron a luchar contra los caminantes para recuperarla.  En "Chokepoint", cuando Jerry fue a correr por un suministro, fue atacado por un grupo de saqueadores llamado "Los Bandoleros" (similares a los Salvadores) exigiendo el pago de un peaje para todos los que asistieron a la gran feria comunitaria. Jerry informó a su rey lo que había sucedido y estuvo de acuerdo con su plan de eliminarlos para mantener la seguridad de su comunidad. Sin embargo, Carol decidió poner la situación en sus manos y logró conversar con su líder Ozzy y su grupo de manera pacífica y convencerlos de proteger los caminos que tomaron con el Reino para que a cambio puedan ser parte de la feria y las comunidades. Habiendo establecido un acuerdo con los Bandoleros, Jerry y su grupo regresaron al Reino y se prepararon para la feria.  En "The Calm Before", Jerry asistió a la feria y después de escuchar un emotivo discurso de Ezekiel sobre la reunión de las comunidades, comenzó a disfrutar el evento de la feria en compañía de Nabila y sus tres hijos. Más tarde, Jerry y su familia asistieron al teatro comunitario para una noche de cine. Después de ser informado sobre las víctimas que fueron asesinadas a manos de Alpha, Jerry más tarde escuchó el discurso de Siddiq sobre no volver a dividirse y que tenían que enfrentar el miedo a los Susurradores.  En "The Storm", pasaron algunos meses después de la masacre durante la feria comunitaria, un fuerte invierno alertó a los habitantes del Reino y debido al estado deteriorado del Reino, los residentes se vieron obligados a abandonar su hogar cuando Jerry buscó la seguridad de su familia y con su gente pasaron una noche dentro del santuario abandonado y posteriormente continuaron con el plan de Michonne de cruzar el lago congelado ya que la ruta es el camino más corto hacia la cima de la colina. A pesar del riesgo de que la ruta perteneciera al territorio de los Susurradores, la comunidad del Reino logró llegar a salvo a la Colonia Hilltop.

### Temporada 10
En "Lines We Cross", unos meses han pasado después del duro invierno, Jerry era parte de la milicia y empezaron a entrenar en la playa de Oceanside para la batalla en caso de que los Susurradores regresaran, pero durante el invierno el Los susurradores habían desaparecido misteriosamente de la zona. Cuando un satélite ruso se estrelló contra el territorio de los Susurradores, el choque provocó un incendio forestal lo suficiente como para destruir toda la comunidad de Oceanside. Debido al peligro, Jerry y la milicia cruzaron la frontera que los separaba de los Susurradores para extinguir el fuego.

## Desarrollo y recepción

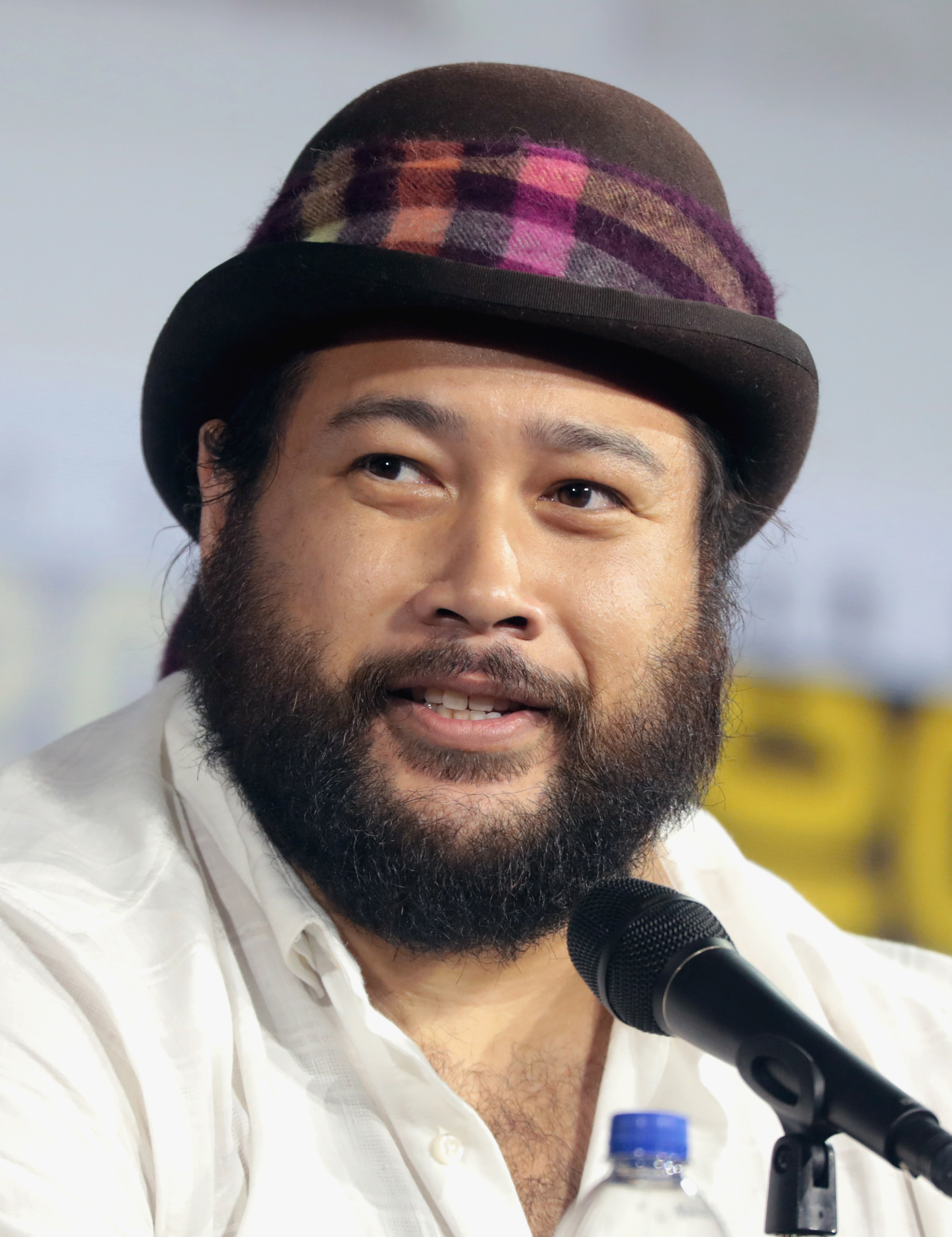
Cooper Andrews interpreta a Jerry

El personaje de Jerry entró en el reparto recurrente en el episodio "The Well" de la séptima temporada. Sin embargo, Andrews fue ascendido al reparto regular comenzando desde la décima temporada.
Erik Kain de Forbes durante el episodio "Bounty" elogió el desarrollo de Cooper Andrews y escribió: "Jerry es maravilloso. Cooper Andrews necesita para hacer una película con Jason Momoa donde son hermanos que simplemente se relajan y hacen bromas y beben cerveza y tal vez resuelven misterios o salvan el mundo o algo así, vería esa película".
El escritor de Comicbook Brandon Davis también elogió el desarrollo de Jerry y dijo: "Jerry, interpretado por Cooper Andrews, trajo una capa de humor a la serie de AMC con la que los fanáticos no estaban familiarizados. Después de todo, este es un espectáculo que ganó su popularidad en el mantra de 'Nadie está a salvo'".
Nat Berman de TV Overmind también elogió al personaje interpretado por Andrews y escribió: "Si eres fanático de The Walking Dead, entonces sabes que el personaje de Cooper Andrews, Jerry, es un fiel administrador de (el primero) el Rey Ezekiel, interpretado por Khary Payton. El personaje interpretado por Andrews aporta un aire de alivio cómico muy necesario a un espectáculo que a veces puede ser francamente aterrador".
Dustin Rowles de  Uproxx elogió a Andrews y escribió: "El actor que interpreta al nuevo mejor personaje de The Walking Dead es Cooper Andrews, y si parece familiar, probablemente sea porque has visto  Halt and Catch Fire , donde interpreta al igualmente encantador Yo-Yo Engberk."